# Вейс, Константин Александрович (1877—1959)

Группа офицеров лейб-гвардии 4-го стрелкового полка после боев в местечке Шурино. В группе: командир полка, генерал-майор М. Н. Скалон (в центре на скамейке), полковник А. М. Драгомиров (по правую руку от Скалона), полковник фон Вейс (по левую руку от Скалона), полковой адъютант поручик Н. Воейков (стоит 5-й справа), подпоручик П. Воейков (стоит 6-й справа) и другие (1916 год).

Константин Александрович фон Вейс (эст. Constantin Alexander Clemens von Weiss; 29 июля 1877, Царское Село, Санкт-Петербургская губерния — 17 июня 1959, Аугсбург, Бавария) — офицер русской, затем эстонской армии.

## Биография
Выпускник Пажеского корпуса. Офицер 4-го лейб-гвардии стрелкового Императорской фамилии батальона (полка).
Участник Первой мировой войны. С 27 марта по 9 ноября 1917 года командовал 4-м Кавказским стрелковым полком. В 1917 году вернулся к семье.

### Гражданская война
1 января 1919 начал формироваться Балтийский батальон Эстонской армии под командованием Вейса, находившегося в оперативном подчинении командования русской Северо-Западной армии. Летом 1919 был ранен и попал в госпиталь. 1 сентября 1919 года назначен командиром 1-й эстонской дивизии. В 1925 получил полковника, вышел на пенсию и обосновался в поместье Варуди.

### Между Гражданской и Второй мировой войнами
В 1938 году стал почётным гражданином Эстонии.

### Вторая мировая война
Во время Второй мировой войны был советником по сельскому хозяйству германских оккупационных властей. В 1945 году бежал в Мекленбург через Аренсбёк. С 1956 по 1959 жил в Аугсбурге, Бавария.

## Награды
- Награждён ордена Св. Станислава 2-й степени (1906); Св. Анны 2-й степени (1909); Св. Владимира 4-й степени с мечами и бантом (1914); мечи к ордену Св. Анны 2-й степени (1915); Св. Анны 4-й степени (1915); мечи и бант к ордену св. Станислава 3-й степени (1915); Св. Георгия 4-й степени (1915); Св. Владимира 3-й степени с мечами (1917).
- Также награждён Крестом Свободы I/2.